# Chlorophorus muscosus
Chlorophorus muscosus là một loài bọ cánh cứng trong họ Cerambycidae.